# Mikolce
Mikolce (biał. Мікольцы; ros. Микольцы) – wieś na Białorusi, w obwodzie mińskim, w rejonie miadzielskim, w sielsowiecie Miadzioł.
Nazwa dawniej używana – Nikolce.

## Historia
W czasach zaborów wieś w granicach Imperium Rosyjskiego.
W dwudziestoleciu międzywojennym wieś i majątek leżały w Polsce, w województwie wileńskim, w powiecie duniłowickim (od 1926 postawskim), w gminie Miadzioł.
Według Powszechnego Spisu Ludności z 1921 roku zamieszkiwało:
- wieś – 191 osób, 50 było wyznania rzymskokatolickiego a 141 prawosławnego. Jednocześnie 51 mieszkańców zadeklarowało polską a 140 białoruską przynależność narodową. Były tu 32 budynki mieszkalne[3]. W 1931 w 44 domach zamieszkiwało 259 osób[4].
- majątek  – 14 osób, 12 było wyznania rzymskokatolickiego a 2 prawosławnego. Jednocześnie wszyscy mieszkańcy zadeklarowali polską przynależność narodową. Był tu 1 budynek mieszkalny[3]. W 1931 w 2 domach zamieszkiwało 36 osób[4].

Wierni należeli do parafii rzymskokatolickiej i prawosławnej w m. Miadzioł. Miejscowość podlegała pod Sąd Grodzki w Miadziole i Okręgowy w Wilnie; właściwy urząd pocztowy mieścił się w Miadziole.
W 1938 roku miejscowość należała do gromady Hatowicze gminy Miadzioł.
Po agresji ZSRR na Polskę w 1939 roku wieś znalazła się w granicach BSRR. W latach 1941–1944 była pod okupacją niemiecką. Następnie leżała w BSRR. Od 1991 roku w Republice Białorusi.